# Inden (Szwajcaria)
Inden – miejscowość i gmina (Politische Gemeinde) w południowej Szwajcarii, w kantonie Valais, w okręgu (Bezirk) Leuk. 

## Demografia
W Inden mieszka 113 osób. W 2021 roku 23,9% populacji gminy stanowiły osoby urodzone poza Szwajcarią. 

## Transport
Przez teren gminy przebiega droga główna nr 211. 